# The Dripping Pan
The Dripping Pan est un stade de football situé à Lewes, en Angleterre. C'est l'enceinte du club de Lewes Football Club depuis 1885. Dripping Pan été à l'origine le stade de l'équipe locale de cricket.